# Johan Rogestedt
Johan Rogestedt (ur. 27 stycznia 1993) – szwedzki lekkoatleta specjalizujący się w biegach średnich.
Na początku międzynarodowej kariery został w 2009 mistrzem świata juniorów młodszych w biegu na 800 metrów (2009). Zajął odległe miejsce w biegu juniorów na mistrzostwach Europy w biegach przełajowych w 2010 roku. Podczas mistrzostw Europy juniorów w Tallinnie zdobył brązowy medal w biegu na 800 metrów. Uczestnik mistrzostw Europy w Amsterdamie (2016) oraz dziesiąty zawodnik halowych mistrzostw Europy w Belgradzie (2017). Medalista mistrzostw Szwecji, reprezentant kraju w meczach międzypaństwowych oraz drużynowych mistrzostwach Europy.
Rekordy życiowe w biegu na 800 metrów: stadion – 1:45,89 (7 września 2014, Rieti); hala – 1:48,49 (6 lutego 2014, Sztokholm).

## Osiągnięcia
| Rok  | Impreza                                 | Miejsce          | Konkurencja           | Lokata      | Wynik   |
| ---- | --------------------------------------- | ---------------- | --------------------- | ----------- | ------- |
| 2009 | Mistrzostwa świata juniorów młodszych   | Tyrol Południowy | bieg na 800 m         | 1. miejsce  | 1:50,92 |
| 2010 | Mistrzostwa Europy w biegu na przełaj   | Albufeira        | bieg juniorów na 6 km | 83. miejsce | 19:49   |
| 2011 | Superliga drużynowych mistrzostw Europy | Sztokholm        | bieg na 1500 m        | 10. miejsce | 3:45,95 |
| 2011 | Mistrzostwa Europy juniorów             | Tallinn          | bieg na 800 m         | 3. miejsce  | 1:47,88 |
| 2012 | Mistrzostwa Europy                      | Helsinki         | bieg na 800 m         | eliminacje  | 1:48,86 |
| 2012 | Mistrzostwa świata juniorów             | Barcelona        | bieg na 800 m         | eliminacje  | 1:50,25 |
| 2013 | Halowe mistrzostwa Europy               | Göteborg         | bieg na 800 m         | półfinał    | 1:55,98 |
| 2013 | I liga drużynowych mistrzostw Europy    | Dublin           | bieg na 800 m         | 2. miejsce  | 1:51,57 |
| 2014 | Mistrzostwa Europy                      | Zurych           | bieg na 800 m         | półfinał    | 1:53,70 |
| 2015 | Halowe mistrzostwa Europy               | Praga            | bieg na 1500 m        | eliminacje  | 3:48,88 |
| 2016 | Mistrzostwa Europy                      | Amsterdam        | bieg na 1500 m        | el. –       | DSQ     |
| 2017 | Halowe mistrzostwa Europy               | Belgrad          | bieg na 1500 m        | 10. miejsce | 3:49,91 |
| 2018 | Mistrzostwa Europy                      | Berlin           | bieg na 1500 m        | eliminacje  | 3:49,73 |